# Coccus duartei
Coccus duartei är en insektsart som först beskrevs av Almeida 1969.  Coccus duartei ingår i släktet Coccus och familjen skålsköldlöss.
Artens utbredningsområde är Angola. Inga underarter finns listade i Catalogue of Life.